# Korlátozott blokkszavazás
A korlátozott blokkszavazás (avagy korlátozott többszörös nem átruházható szavazat, vagy korlátozott szavazás, angolul limited voting) egy olyan többgyőzteses szavazási rendszer, amelyben a választóknak kevesebb szavazatuk van, mint ahány betöltendő mandátum. A mandátumokat a legtöbb szavazatot szerző jelöltek szerzik meg. Abban a speciális esetben, amikor a választó csak egy jelöltre szavazhat, és két vagy több tisztség van, ezt a rendszert egyetlen nem átruházható szavazatnak nevezik.
A korlátozott szavazás gyakran lehetővé teszi a kisebbségi csoportosulások számára, hogy képviseletet szerezzenek – ellentétben az olyan többségi rendszerekkel, mint az egygyőzteses relatív többségi (SMP) vagy többgyőzteses egyéni listás rendszer (MNTV). Ez azonban nem garantált, mivel erre azt esély a felállított jelöltek számától és a pártokra leadott szavazatok módjától függően változhat.
| egyéni jellegű rendszerek | egyszavazatos módszerek                                                      | többszavazatos módszerek |
| ------------------------- | ---------------------------------------------------------------------------- | --- |
| Egymandátumos módszerek   | relatív többségi szavazás (SMP) azonnali többfordulós szavazás (IRV)         | korlátozott elfogadó szavazás (limited approval voting) (korlátlan) elfogadó szavazás (approval voting) |
| Többmandátumos módszerek  | egyetlen nem-átruházható szavazat (SNTV) egyetlen átruházható szavazat (STV) | többszörös nem-átruházható szavazat (MNTV) - blokkszavazás (egyéni listás választási rendszer) - korlátozott blokkszavazás (limited block voting) - korlátlan blokkszavazás (többgyőzteses elfogadó szavazás) többszörös átruházható szavazat (MTV) - preferenciális blokkszavazás |

## Példa
Választóváros három képviselőt választ a helyi képviselőtestületbe. A választáson a szavazólap így néz ki:
| Vörös Piroska | Vörös Párt |   |
| Vörös Vilmos  | Vörös Párt |   |
| Kék Ibolya    | Kék Párt   | x |
| Kék Színtia   | Kék Párt   | x |
| Kék Kenéz     | Kék Párt   |   |

A szavazónak csak két szavazata van, amelyeket Ibolyára és Szintiára adtak. Nem tudnak harmadikat leadni, bár három mandátumos körzetről van szó. Minden szavazat egyenlően számít bele a jelölt összes szavazatába.
Tegyük fel, hogy Választóváros szavazóinak 54%-a támogatja a Kék Pártot, míg 46%-a a Vörös Pártot. Feltételezve, hogy a támogatottság egyenletesen oszlik el a városon belül, a Kék Párt mindhárom mandátumot megnyerné ha egyéni listás rendszerről (olyan nem korlátozott blokkszavazás, amiben minden választónak maximum 3 szavazata van) vagy három egyéni választókerületben megtartott egyéni többségi rendszerről van szó. Így a Vörös Párt képviselet nélkül maradna.
Korlátozott szavazattal (azaz úgy, hogy minden szavazónak két szavazata van) viszont a Vörös Párt általában a háromból az egyik helyet meg tudná szerezni.
Azonban továbbra is lehetséges, hogy az egyik párt megszerezze mind a három mandátumot, vagy a két párt közül a legkevésbé népszerű több mandátumot szerezzen, mint a másik.
Lehetséges, hogy a Kék Párt, még ha ez a legnépszerűbb párt is, csak egyet nyerjen el a szabad helyekből, ha mindhármat megpróbálja megnyerni, és túlszárnyalja magát. Mivel a szavazatok közel 60%-át birtokolják, kísértésbe eshet, hogy megpróbálják megnyerni mindhárom mandátumot. Ehhez három jelöltet kell indítaniuk. A Vörös Párt, tudatában relatív gyengeségüknek, úgy dönt, hogy csak kettővel küzd, és így koncentrálja szavazatát.
Feltételezve, hogy a városban 100 000 választó ad le két-két szavazatot, az eredmény a következő lehet:
| Vörös Piroska | 46 000 szavazat | Mandátumot szerzett |
| Vörös Vilmos  | 46 000 szavazat | Mandátumot szerzett |
| Kék Ibolya    | 38 000 szavazat | Mandátumot szerzett |
| Kék Színtia   | 36 000 szavazat |                     |
| Kék Kenéz     | 34 000 szavazat |                     |

Három jelölt indításával a Kék Párt reménytelenül megosztotta szavazatait, annak ellenére, hogy egyértelmű többsége van a városban.
Amint ebből a példából látható, a korlátozott szavazás nem garantál arányos képviseletet.
Egy másik módja annak, hogy a rendszer nem tudja elérni a tisztességes képviseletet, ha a legnagyobb párt nagyon jól szervezett, és a maximális előny érdekében meg tudja szervezni a támogatói szavazatainak elosztását. Ennek történelmi példája volt 1880-ban az angol Birmingham város parlamentjének három képviselőjének megválasztása. A választópolgárok legfeljebb két szavazatot adhattak le.

Charles Seymour az angliai és walesi választási reformban kifejtette a birminghami liberálisok reakcióját a korlátozott szavazás hatályba lépése után.
A birminghami liberálisok rájöttek, hogy ha meg akarják tartani a harmadik helyet, szavazatukat gazdaságilag meg kell osztani a három jelölt között. A szavazatok elpazarolásának megelőzése érdekében olyan szervezetet kell felépíteni, amely a választói választást abszolút ellenőrizni tudja; és minden választónak mindig úgy kell szavaznia, ahogy mondták neki. A hamarosan Caucus néven ismert birminghami szervezet sikere töretlen volt, és egyetlen konzervatív jelölt sem került vissza. Sok más választókerületben lemásolták, és új korszakot nyitott a pártválasztási gépezet fejlődésében, amelynek a képviselői rendszerre gyakorolt hatása mélyreható.

## Történelem és jelenlegi használat

### Történelmi
- Spanyolországban általános, tartományi és helyhatósági választásokon 1936-ig.
- Portugáliában az 1911 és 1919 közötti törvényhozási választásokon.
- 1867 és 1885 között az Egyesült Királyságban az alsóház egyes választókerületeiben.
- Olaszországban a XIX. század végén.
- Japánban az Egyesült Államok vezette szövetségesek megszállása idején, a háború utáni első választáson 1946-ban, amely szavazónként két szavazatot engedélyezett a tíz vagy kevesebb képviselővel rendelkező körzetekben, és három szavazatot a tíznél több képviselővel rendelkező körzetekben.
- Észtországban, az 1990-es Észt Kongresszusi[2]

### Jelenlegi
- Spanyolországban a demokrácia helyreállítása óta (Franco tábornok kormányzásának vége) óta szenátorokat korlátozott blokkszavazással választanak (választónként 3 szavazat 4 mandátumért tartományonként).
- Gibraltárban (10 szavazat szavazónként mind a 17 helyre).

## „Rögzített arány” vagy a korlátozott szavazás zárt listás verziója
Az a választási rendszer, amelyben két mandátumot osztanak ki az élen álló pártlistára és egy helyet a második helyen álló listára, általában ugyanazt az eredményt adja, mint a korlátozott szavazás, szavazónként két szavazat három mandátumért. Argentína Szenátusának, a Mexikói Szenátusnak 128 mandátumából 96-nak, valamint 2005-ig Bolíviai Szenátusnak a megválasztására használták. Hasonló rendszert alkalmaztak a 2006. július 2-i bolíviai alkotmányozó nemzetgyűlés megválasztására is.

## Fordítás
Ez a szócikk részben vagy egészben  a   Limited voting című angol Wikipédia-szócikk ezen változatának fordításán alapul.  Az eredeti cikk szerkesztőit annak laptörténete sorolja fel. Ez a jelzés csupán a megfogalmazás eredetét és a szerzői jogokat jelzi, nem szolgál a cikkben szereplő információk forrásmegjelöléseként.

## Kapcsolódó szócikk
- Többszörös nem-átruházható szavazat